# 13280 Christihaas
13280 Christihaas este un asteroid din centura principală de asteroizi.

## Descriere
13280 Christihaas este un asteroid din centura principală de asteroizi. A fost descoperit pe 17 august 1998 la Socorro, New Mexico, în cadrul proiectului LINEAR. Asteroidul prezintă o orbită caracterizată de o semiaxă mare de 2,33 ua, o excentricitate de 0,07 și o înclinație de 4,2° în raport cu ecliptica.